# Moussey, Aube
Moussey är en kommun i departementet Aube i regionen Grand Est (tidigare regionen Champagne-Ardenne) i nordöstra Frankrike. Kommunen ligger i kantonen Bouilly som ligger i arrondissementet Troyes. År 2022 hade Moussey 661 invånare.

## Befolkningsutveckling
Antalet invånare i kommunen Moussey
Referens: INSEE